# 戴勝通
戴勝通（1946年11月6日—）是名臺灣企業家，為三勝製帽股份有限公司的董事長與中小企業協會理事長，被譽為「帽子大王」。此外還擔任過查德名譽領事，榮獲中國第六屆青年創業楷模。
在陳水扁政府時期曾隨陳水扁總統出訪巴拿馬，並提出「拒兩岸三通」、「根留台灣」等建言。然而在2004年時發生財務危機，在海地的投資案也失利，並因扁政府給予的480萬美元貸款而被調查。另也進行投資馬祖飯店希羅亞書藝莊園的相關計畫。

## 家族
- 弟
  - 戴勝益：王品集團前董事長。
  - 戴勝堂：易鼎活蝦董事長。
- 子
  - 戴東華
  - 戴東凱